# ソフトウェア協会
一般社団法人ソフトウェア協会（いっぱんしゃだんほうじんソフトウェアきょうかい、英: Software Association of Japan）は、東京都港区に事務局を置くソフトウェア開発事業者を主な会員とする業界団体。旧経済産業省所管で、略称はSAJ。東京都小型コンピュータソフトウェア産業健康保険組合（現:関東ITソフトウェア健康保険組合）の設立母体である。

## 概要
1982年に任意団体として発足し（会長：孫正義、事務局長：植松逸雄）、1986年に通商産業省（当時）の認可を受けて社団法人日本パーソナルコンピュータソフトウェア協会（略称JPSA、或いはパソ協）として発足。同年、東京都小型コンピュータソフトウェア産業健康保険組合を設立。2006年10月1日付でコンピュータソフトウェア協会（略称CSAJ）に改称。2007年7月にプライバシーマーク審査機関に認定、同月日本ユースウェア協会（JUA）と統合。2010年5月に情報システム取引者育成協議会を日本コンピュータシステム販売店協会と設立。2012年4月に一般社団法人に移行。2021年7月1日付で、ソフトウェア協会に改称。日本教育工学振興会などと共同でパソコン検定を実施、単位認定業務を行っている。

## 歴代会長
| 代 | 在任期間              | 氏名     | 所属（社名・肩書）                                  |
| -- | --------------------- | -------- | --------------------------------------------------- |
| 前 | 1982年5月 - 1986年6月 | 孫正義   | 日本ソフトバンク株式会社 代表取締役                 |
| 1  | 1986年6月 - 1990年6月 | 小林英愛 | 日本エス・イー 株式会社 代表取締役                  |
| 2  | 1990年6月 - 1996年6月 | 浮川和宣 | ジャストシステム株式会社 代表取締役                 |
| 3  | 1996年6月 - 2000年6月 | 竹原司   | デザインオートメーション株式会社 代表取締役         |
| 4  | 2000年6月 - 2004年6月 | 川島正夫 | ピー・シー・エー株式会社 代表取締役                 |
| 5  | 2004年6月 - 2006年6月 | 淺田隆治 | ウッドランド株式会社 代表取締役                     |
| 6  | 2006年6月 - 2014年6月 | 和田成史 | 株式会社オービックビジネスコンサルタント 代表取締役 |
| 7  | 2014年6月 - 2022年6月 | 荻原紀男 | 株式会社豆蔵K2TOPホールディングス 代表取締役社長    |
| 8  | 2022年6月 - 現職      | 田中邦裕 | さくらインターネット株式会社 代表取締役社長         |

※社名、肩書きは当時

## 分離した団体
- コンピュータソフトウェア著作権協会（1991年設立、文部科学省所管）
  - 1985年10月に発足したJPSAの内部組織「ソフトウェア法的保護監視機構」が前身。1998年1月より「違法中古ゲームソフト撲滅キャンペーン」を共同で実施するなど関係は深いが、2000年に成立した著作権等管理事業法を巡っては激しく対立する。
- コンピュータソフトウェア倫理機構（1992年設立）
  - ソフ倫が設立される以前は主なアダルトゲームメーカーもJPSAに加盟しており、1990年から一時的に任意で添付する18歳未満販売禁止シール（通称「パソ協シール」）を希望するメーカーに配布していた。